# 埃特納 (緬因州)
埃特納（英語：Etna）是一個位於美國緬因州佩諾布斯科特縣的鎮。

## 人口
根據2020年美國人口普查的數據，埃特納的面積為64.67平方千米，當中陸地面積為64.26平方千米，而水域面積為0.41平方千米。當地共有人口1226人，而人口密度為每平方千米19人。